# Joost Tonino
Joost Tonino (1966) is een advocaat en voormalig Nederlands officier van justitie. 
Hij legde zijn werk als officier van justitie op 12 oktober 2004 neer nadat hij in opspraak was gekomen, na een uitzending van Peter R. de Vries. In deze uitzending werd onthuld dat Tonino zijn privécomputer op straat had neergezet, vanwege een computervirus. Nadat een taxichauffeur deze had opgepikt en deze computer had ingeleverd bij Peter R. de Vries bleken hierop vertrouwelijke gegevens (onder andere over de taxioorlog binnen de TCA)  en kinderporno te staan. De Vries zei dat er "verregaande liefdesbrieven" te vinden waren, alsmede informatie over onderzoeken van Tonino. De computer moest eigenlijk met mokerslagen door het Openbaar Ministerie vernietigd worden.
Het Openbaar Ministerie (OM) besloot Tonino niet te vervolgen. Dit kwam het OM op hevige kritiek en beschuldigingen van klassenjustitie te staan, omdat dit in sterk contrast stond met het gewoonlijk gehanteerde nultolerantiebeleid inzake kinderporno. Ook de aangehaalde argumenten zouden in andere zaken weinig steekhoudend zijn en uit de 'liefdesbrieven' zou wel degelijk blijken dat de kinderporno opzettelijk was gedownload.
Op 2 juni 2006 besliste het Gerechtshof in Den Haag dat Tonino niet vervolgd hoefde te worden voor het bezit van kinderporno op zijn computer, nadat de stichting ChildRight had geprobeerd te bewerkstelligen dat het OM Tonino alsnog zou vervolgen, ondanks de eerdere beslissing van justitie dat niet te doen. Volgens onderzoek had Tonino het materiaal gewoon gedownload vanaf "normale" sekswebsites, zonder hiervoor veel moeite te doen.
Voor deze affaire werkte Tonino bij het parket in Amsterdam, waar hij geruchtmakende fraudezaken voor zijn rekening nam. Als gevolg van de negatieve publiciteit rond zijn persoon verliet hij het OM te Amsterdam en vertrok hij naar het functioneel parket.
In mei 2008 werd bekend dat Tonino het OM had verlaten. Sinds 13 mei 2008 is hij ingeschreven als advocaat in Amsterdam.